# ノハラクサリヘビ
ノハラクサリヘビ（野原鎖蛇、学名：Vipera ursinii）は、クサリヘビ科クサリヘビ属に分類されるヘビ。特定動物。

## 分布
イタリア中部、ウクライナ、ギリシャ、中華人民共和国北西部、ハンガリー、フランス南部、モルドバ、モンゴル人民共和国、モンテネグロ、ロシアなど

### 絶滅した分布域
オーストリア

## 形態
全長50cm。頭部の鱗は大型。背面の鱗には筋状の隆起（キール）がある。胴体中央部の斜めに列になった背面の鱗の数（体列鱗数）は21。総排出口までの腹面にある幅の広い鱗の数（腹板数）は114-145。総排出口から後部の鱗の数（尾下板数）は左右に18-37ずつ。背面の体色は褐色や黄褐色、灰色。暗色の楕円形の斑紋が2列で交互に入るが、斑紋が繋がる個体もいる。また体側面には暗色の斑点が2-3列で入る。全身が黒い個体（黒化型）もいる。

### 毒
毒性は出血毒。毒性は低いとされる。

## 生態
標高3000mまでの草原に生息する。
食性は動物食で、昆虫類、小型爬虫類、小型哺乳類などを食べる。
繁殖形態は卵胎生。

## 人間との関係
開発による生息地の破壊などにより生息数は激減している。分布そのものは広いものの、個体群は小さく分断されている。